# GATA4
GATA-4 принадлежит к группе родственных пальцевых белков, которые распознают последовательности ДНК, известные как GATA мотив. Предполагается, что GATA-4 функционирует как активатор транскрипции в сердце, гонадах, примитивной энтодерме и кишке.
GATA-4 РНК впервые обнаруживается в эмбриональной ткани на стадии примитивной полоски в висцеральной энтодерме и прекардиогенной мезодерме приблизительно за 1/2 дня до появления транскриптов, кодирующих контрактильные белки, такие как тяжелая цепь α-миозина, легкая цепь миозина и cTnC. Получен ряд химер, у которых Gata4+/+ клетки были ограничены висцеральной энтодермой желточного мешка и небольшой частью энтодермы передней и задней кишки. Несмотря на отсутствие GATA-4 во всех остальных клетках, развитие сердца, передней кишки и окружающих тканей происходило нормально. Следовательно, экспрессия GATA-4 в энтодерме скорее, чем в кардиогенной мезодерме необходима для вентрального морфогенеза.
Сначала экспрессия GATA-4 связана с каудальным концом сердечной трубки (приток тракта). Затем её экспрессия усиливается вдоль всей длины сердечной трубки к 9-10 дню. Экспрессия GATA-4 прерывается внезапно в дистальной части оттока тракта. Не обнаружено экспрессии GATA-4 в аортальном мешке или дорсальной аорте. Следовательно, миокард выходного тракта и артерий глоточных дуг имеет разное эмбриональное происхождение. Небольшие количества GATA-4 РНК обнаружены в головной и фарингеальных дуг мезодерме. GATA-4 мРНК обнаруживается в сердце поздних плодов и взрослых.
Предполагается, что GATA-4 может регулировать гены, важные для эпителиальной функции, такой как синтез молекул ВКМ.